# Abdoul Aziz Ndaw
Abdoul Aziz Ndaw, né le 31 mai 1922 à Meckhe (Tivaouane), mort le 12 février 2011, est un homme politique sénégalais, ancien président de l'Assemblée nationale.

## Biographie
Originaire du Cayor, il est secrétaire d’administration principal de classe exceptionnelle.
Maire socialiste de Meckhe, il est élu à l'Assemblée nationale en 1973 dans le département de Tivaouane. Sans cesse réélu, il est tour à tour vice-président de l’Assemblée Nationale et questeur. Il est le cinquième président de l'Assemblée nationale, de 1988 à 1993, entre Daouda Sow et Cheikh Abdoul Khadre Cissokho.
Au sein de son parti, débute comme secrétaire de la section socialiste de Meckhe, puis devient secrétaire général de la coordination départementale de Tivaouane et de l’Union régionale de Thiès. Il a également été secrétaire national du bureau politique du Parti socialiste chargé des finances.